# کمتچتا
کمتچتا (به بلغاری: Kmetcheta) یک منطقهٔ مسکونی در بلغارستان است که در شهرستان گابروو واقع شده‌است.